# Internacional de Resistents a la Guerra
La Internacional de Resistents a la Guerra o IRG (WRI, per les sigles angleses de War Resisters' International) és una organització pacifista i antimilitarista internacional creada el 1921 amb membres i organitzacions afiliades a una trentena de països. La seva seu és a Londres.

## Història
La Internacional de Resistents a la Guerra es va fundar a Bilthoven, Països Baixos, el 1921 sota el nom «Paco» que significa pau en la llengua auxiliar internacional esperanto. Als anys 1920 editava la publicació en aquesta llengua La Militrezistanto.
La seva declaració fundacional encara es manté vigent:
| «                                  | (anglès) War is a crime against humanity. I am therefore determined not to support any kind of war and to strive for the removal of all causes of war. | (català) La guerra és un crim contra la humanitat. És per això que em comprometo a no recolzar cap mena de guerra i a lluitar per l'eliminació de totes les causes de la guerra. | » |
| — Declaració fundacional de la IRG | | |   |

Deu anys després, el 1931, va adoptar el rifle trencat com símbol identificador.
Molts dels seus fundadors havien estat implicats en la resistència a la Primera Guerra Mundial: el seu primer secretari, Herbert Runham Brown, va estar dos anys i mig en una presó britànica com a objector de consciència. Dos anys més tard, el 1923, Tracy Mygatt, Frances Witherspoon, Jessie Wallace Hughan, i John Haynes Holmes van fundar la Lliga de Resistents a la Guerra (War Resisters League) als Estats Units.
Entre els membres més coneguts s'hi inclouen l'anarquista neerlandès Bart de Ligt, el quaker Richard Gregg i el tolstoinià Valentin Bulgakov. El grup també va col·laborar amb seccions del moviment noviolent gandhià. El gener 1948, Mohandas Karamchand Gandhi va assistir a una reunió preparatòria per la Trobada Pacifista Mundial, a petició de la IRG, que finalment va tenir lloc el desembre 1949. Finalment va consistir en una trobada de 50 pacifistes internacionals amb 25 col·laboradors propers a Gandhi en una «conferència pausada» a Santiniketan, a Bengala Occidental.

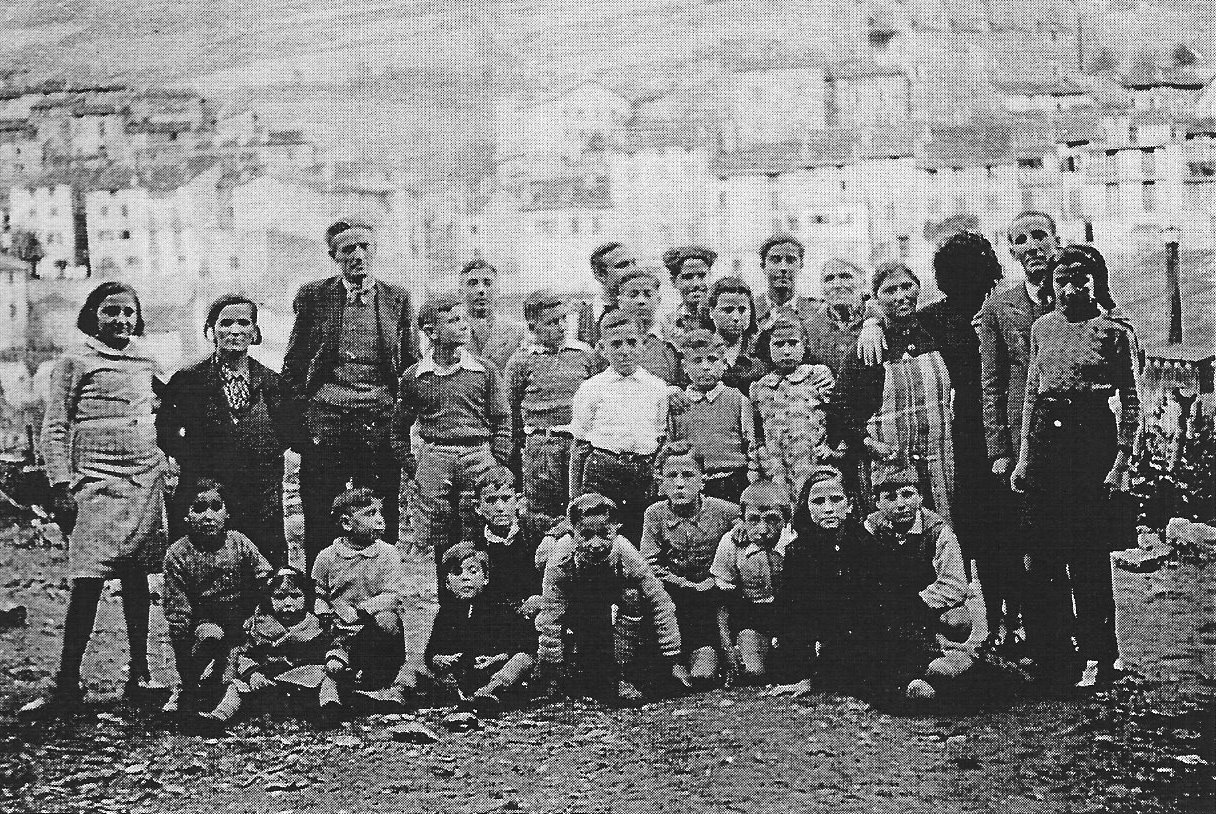
Refugiats de la Guerra Civil espanyola al refugi de la Internacional de Resistents a la Guerra de Prats de Molló, en algun moment entre 1937 i 1939. El guarda del refugi, el Professor José Brocca, és el 3r dempeus per l'esquerra a la fotografia.

Entre 1930 i 1940, la IRG va ajudar diverses persones a fugir de la persecució franquista i nazi oferint-los cases segures de membres de l'organització a altres països. Un dels líders de la secció noruega (la FmK), Olaf Kullmann, va ser arrestat per les forces d'ocupació alemanyes per la seva agitació pacifista i enviat al camp de concentració de Sachsenhausen, on va morir el 1942.
Durant la Guerra Freda, la IRG va recolzar resistents a la guerra del bloc soviètic: primer persones individuals i més tard grups. Després de la invasió de Txecoslovàquia el 1968, la IRG va organitzar manifestacions de protesta a quatre capitals del Pacte de Varsòvia.
L'any 1971, quan les tropes pakistanís bloquejaven l'aleshores Pakistan de l'Est, la IRG va llançar l'«Operació Omega» a Bangladesh.
L'any 1988, un anunci de IRG va ser citat per decomissar una edició del setmanari Weekly Mail a Sud-àfrica, després d'haver estat prohibida la Campanya Posem fi a la Conscripció (End Conscription Campaign).
Més recentment, la Xarxa Internacional de Desertors associada amb la IRG va recolzar les persones que resistien la Guerra de Golf de 1991 i, a més gran escala, les guerres dels Balcans, on es va implicar amb altres organitzacions pacifistes en un experiment d'intervenció internacional noviolenta formant l'Equip de Pau dels Balcans.

## Organització
La Internacional de Resistents a la Guerra és una xarxa de grups afiliats. Una conferència internacional té lloc com a mínim una vegada cada quatre anys.
El representant internacional és escollit per vot postal abans de la conferència internacional. Des que la figura de la presidència va ser creada l'any 1926, n'han estat presidents:
| - Fenner Brockway (1926–1934) - Arthur Ponsonby (1934–1937) - George Lansbury (1937–1940) - Herbert Runham Brown (1946–1949) - Harold Bing (1949–1966) - Michael Randle (1966–1973) - Devi Prasad (1973–1975) | - Myrtle Solomon (1975–1986) - David McReynolds (1986–1988) - Narayan Desai (1989–1991) - Jørgen Johansen (1991–1998) - Joanne Sheehan (1998–2006) - Howard Clark (2006-2013) - Christine Schweitzer (2014-) |